# Pünktchen und Anton (1953)
Der Film Pünktchen und Anton ist die 1953 entstandene Literaturverfilmung des gleichnamigen Jugendbuchklassikers von Erich Kästner. Das Drehbuch dieser deutsch-österreichischen Gemeinschaftsproduktion schrieben Thomas Engel und Maria von der Osten-Sacken. Regie führte bei diesem Schwarzweißfilm Thomas Engel. Kinostart in Deutschland war am 27. August 1953.

## Handlung
Der Strumpffabrikant Pogge und seine Frau Eva sind so sehr mit sich selbst beschäftigt, dass sie kaum Zeit haben, sich um ihre neunjährige Tochter Pünktchen zu kümmern. Deren Erziehung überlassen sie lieber dem Kindermädchen Fräulein Andacht. Die aber nimmt ihre Pflichten auch nicht genau. Mehrmals in der Woche trifft sie sich im Café Sommerlatte mit einem zwielichtigen Herrn namens Robert. Dieser gaukelt ihr zwar seine Verehrung vor, in Wirklichkeit aber ist er nur an ihrem Sparkassenbuch und den örtlichen Verhältnissen in der Villa Pogge interessiert, um bei Gelegenheit dort einbrechen zu können.
Eines Tages lernt Pünktchen den zwölfjährigen Anton Gast kennen und freundet sich mit ihm an. Die alleinerziehende Mutter des Jungen arbeitet normalerweise als Bedienung im Café Sommerlatte, muss zurzeit aber krankheitshalber das Bett hüten. Um über die Runden zu kommen, hilft Anton im Café aus. Mit dem Geld, das er für seine Arbeit erhält, will er seiner Mutter eine Erholungsreise finanzieren, sobald sie wieder genesen ist.
Antons schulische Leistungen lassen wegen seines unermüdlichen Arbeitens immer mehr nach. Als er gar einmal während des Unterrichts einschläft, droht ihm der Lehrer, sich bei seiner Mutter zu beschweren. Pünktchen, die Antons Sorgen kennt, geht zum Lehrer und erzählt ihm, weshalb der Junge in der Schule immer so müde ist. Herr Bremser zeigt dafür Verständnis und beurlaubt Anton vom Schulbesuch, bis dessen Mutter wieder gesund ist. Aber damit gibt sich Pünktchen nicht zufrieden. Ohne jemand in Kenntnis zu setzen, verkauft sie des Nachts auf den Straßen der Stadt Streichhölzer, die sie der Köchin stibitzt hat.
Als Fräulein Andacht wieder einmal im Café Sommerlatte mit ihrem Geliebten einen netten Abend verbringt, gelingt es Robert, ihr heimlich den Hausschlüssel zu entwenden. Anton hat dies bemerkt und ruft in der Villa Pogge an. Zu Hause ist gerade nur die „dicke Berta“, wie Pünktchen die Köchin zu nennen pflegt. Diese legt sich, bewaffnet mit einem Fleischklopfer, an der Haustür auf die Lauer. Sie empfängt den Einbrecher, schlägt ihn nieder und übergibt ihn der Polizei, die inzwischen von Anton verständigt worden ist.
Unterdessen verkauft Pünktchen wieder einmal Streichhölzer. Dabei wird sie von dem Lausejungen Klepperbein beobachtet. Dem fällt nichts Besseres ein, als sofort Herrn Pogge über das Tun seiner Tochter aufzuklären. Die Eltern können es kaum glauben. Sofort machen sie sich auf zu dem Platz, den ihnen Klepperbein genannt hat. Überrascht und entsetzt zugleich finden sie ihre Tochter zerlumpt und barfuß bettelnd auf der nächtlichen Straße. Fassungslos hören sie Pünktchens Beichte an. Schließlich dämmert es ihnen, dass sie selbst eine Mitschuld auf sich geladen haben.
Zum ersten Mal in ihrer Ehe planen Herr und Frau Pogge, zusammen mit ihrer Tochter zu verreisen. Weil Anton verhindern konnte, dass in der Villa eingebrochen wurde, dürfen er und seine Mutter auch mitkommen.

## Produktionsnotizen
Dem zunächst in Österreich, dann auch in Westdeutschland veröffentlichten Aufruf nach drei jugendlichen Hauptdarstellern (zwischen acht und dreizehn Jahren) folgten, nach diversen Berichten, 4500 bis 7700 Kinder, gut zwei Drittel davon Mädchen. Letztlich zu Probeaufnahmen (nach Geiselgasteig) eingeladen wurden 16 Interessierte (von 150 der engeren Auswahl).
Der Film entstand zwischen 13. Mai und 1. Juli 1953 im Atelier Wien-Sievering sowie im Ring-Film Studio in Wien-Kalvarienberg. Die Außenaufnahmen stammen aus Wien und Umgebung.
Die Musik zu dem Film komponierte Herbert Trantow. Zu hören sind die Lieder
- Schule muss sein mit dem Refrain Wie die Wolken woll’n wir fliegen, gesungen von den Sängerknaben vom Wienerwald nach einem Text von Günther Schwenn sowie
- Egon nach einem Text von Heino Gaze. Die Filmmusik wird gespielt von dem Orchester Carl de Groof.

Die Bauten wurden von dem Filmarchitekten Fritz Jüptner-Jonstorff entworfen. Ilse Dubois war für die Kostüme zuständig. Greta Schröder, die vor allem durch den Stummfilm Nosferatu – Eine Symphonie des Grauens bekannt wurde, spielt eine ihrer letzten Filmrollen als ältere Dame auf einer Party. Die Produktionsleitung lag in den Händen von Produzent Hans Lehmann.
Die Uraufführung erfolgte am 27. August 1953 in Frankfurt am Main. In Österreich hatte der Film am 11. September 1953 im Forumkino, dem damals größten Lichtspielhaus Wiens, Premiere.

## Auszeichnungen
Der Film, der 1954 bei den XV. Internationalen Filmfestspielen von Venedig zu sehen war, wurde von der Katholischen Filmliga in die „Jahresbestenliste 1953“ aufgenommen.

## Kritiken
„Ansehnliche Familienunterhaltung, die die pädagogischen Motive im Hintergrund beläßt, wobei der gesellschaftliche Hintergrund unscharf bleibt.“

„Besinnlicher Humor und erheiternde Freundlichkeit. Obschon der pädagogische Gehalt des Buches ein wenig zu kurz kommt und der soziale Hintergrund unscharf wirkt, für den Familienbesuch zu empfehlen. Wegen positiver Aussage – kindliches Mitleid und tätige Nächstenhilfe – in die Jahresbestenliste 1953 der Filmliga aufgenommen.“

## Quelle
- Programm zum Film: Das Neue Film-Programm, erschienen im Klemmer-Verlag, Neustadt an der Weinstraße, ohne Nummernangabe

## Neuverfilmung
1999 entstand eine Neuverfilmung des Buches. Siehe dazu unter Pünktchen und Anton (1999).